# Stereonephthya cundabiluensis
Stereonephthya cundabiluensis is een zachte koraalsoort uit de familie Alcyoniidae. De koraalsoort komt uit het geslacht Stereonephthya. Stereonephthya cundabiluensis werd in 1965 voor het eerst wetenschappelijk beschreven door Verseveldt. 